# Sala Polivalentă din Oradea
Sala Polivalentă este o arenă polivalentă situată în Oradea, România. Este folosită de CSM Oradea din Liga Națională de Baschet Masculin.
Are o capacitate de 5.200 de locuri pentru basket și volei, 5.500 pentru handbal și 7.000 pentru concerte.